# Holländsk auktion

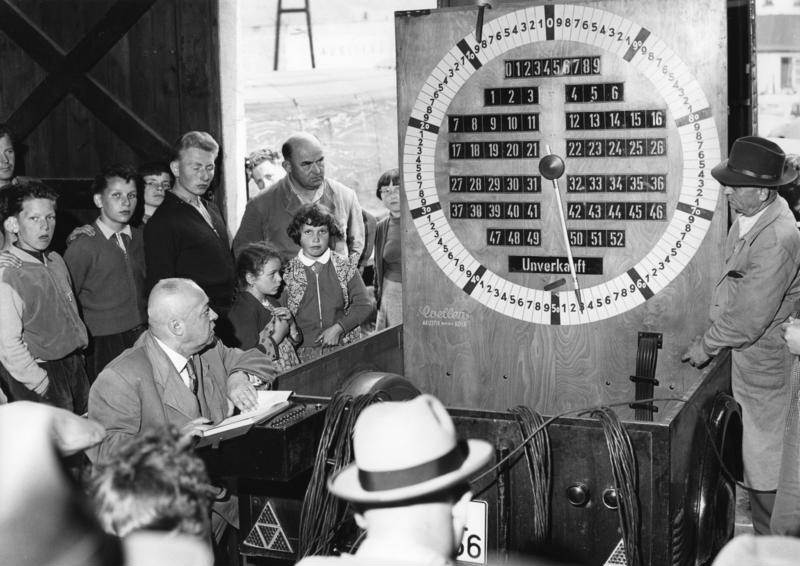
En holländsk auktion kallas även "klockauktion". Här, i Tyskland 1957, räknar en klocka ner till det pris där den första villiga köparen anmäler sig.

Holländsk auktion är en typ av auktion där ett högt utgångsbud gradvis sänks tills en köpare anmäler sig.